# Емил Кръстев
Емил Кръстев е български писател, журналист и книгоиздател.

## Биография
Емил Кръстев е роден в София през 1948 г. в семейството на известния български баритон н. а. Кирил Кръстев. През 1975 г. започва работа като репортер във в. „Орбита“. Същата година постъпва като редактор в Българското радио, програма „Христо Ботев“. Става един от основните автори в предаването за опазване на природата „За ведро небе, за чиста земя“. 
От 1981 г. до 1985 г. е завеждащ отдел във в. „АБВ“. Там представя оригиналните и преводните научнопопулярни и научнофантастични книги, издавани у нас. От 1985 г. до 1991 г. е главен редактор на издателство „Земиздат“. В него създава поредицата „Екологичен свят“ от книги за опознаването и опазването на природата, която включва всички жанрове от наши и чуждестранни автори – Джералд Даръл, Ди Браун, Константин Константинов, Иван Вазов, Николай Хайтов, Петър Берон, Иван Серафимов и други. През 1990 г. започва издаването на ЕКО – периодично приложение към към същата поредица, което се занимава с екологичните и социалните проблеми на времето. 
През 1991 г. основава издателство „Гея-Либрис“. Издава научни и художествени произведения на десетки български и чуждестранни автори. През 1996 г. издава и списание „Свят“. Като журналист пише основно по темата за опазване на околната среда и екологичното равновесие. Печата разкази и есета в младежкия печат. 
В литературата дебютира през 1984 г. с повестта „Луда надежда“ в библиотека „Смяна“ на издателство „Народна младеж“. Автор е и на книгите „Карибски плажове“, „Кръговрат“, „Уебсайт“, „Медии“, „Лунен загар“, „През екологичния лабиринт“ и други.
За романа „Кръговрат“ редакторът на книгата, поетът Паруш Парушев, споделя в своя критична статия от 2021 г.: „Имам усещането, че Емил Кръстев улавя словото, което съзнанието твори, малко преди то да се превърне в осъзната реч, излязла от устата.“ За романа „Медии“ проф. Симеон Янев пише „поставен в контекста на днешната българска проза няма вариант на подобие.„

## Статии
- „Труден роман на труден писател“ – сп. Везни, бр. 8, 2017 г.
- „Малък роман за голямото ни безвремие“ – алманах „Културна палитра“, бр. 6 – 7, 2014 г.
- „Писателят трябва да говори със собствения си език“ – литературен алманах „Света гора“, 2010/2011
- „Емил Кръстев. Кръговрат“ - литературен алманах „Света гора“, 2009
- „Да не режем клона“ – в. „Литературен фронт“, 13 април 1989 г.
- „Книга, която не е шедьовър, но…“ – сп. Септември, бр. 4, 1989 г.
- „Ще изтръгнем ли бодлите на цивилизацията?“ – в. АБВ, 19 май 1987 г., брой 20